# Nußbaum
Nußbaum là một đô thị ở huyện Bad Kreuznach bang Rheinland-Pfalz, Đức. Đô thị này có diện tích 5,92 km2.

## Links
- Gemeinde Nußbaum